# Euchaetes cyclica
Euchaetes cyclica är en fjärilsart som beskrevs av Edwards 1884. Euchaetes cyclica ingår i släktet Euchaetes och familjen björnspinnare. Inga underarter finns listade i Catalogue of Life.